# Fulianka
Fulianka est un village de Slovaquie situé dans la région de Prešov.

## Histoire
Première mention écrite du village en 1410.

## Démographie

### Évolution de la population
| Année:               | 1994. | 2004.   | 2014.   | 2024.   |
| -------------------- | ----- | ------- | ------- | ------- |
| Nombre de personnes: | 358   | 388     | 393     | 417     |
| Différence:          |       | +8,37 % | +1,28 % | +6,10 % |

| Année:               | 2023. | 2024. |
| -------------------- | ----- | ----- |
| Nombre de personnes: | 417   | 417   |
| Différence:          |       | +0 %  |